# Heart (álbum de L'Arc~en~Ciel)
Heart é o quinto álbum de estúdio da banda de rock japonesa L'Arc~en~Ciel, lançado em 25 de fevereiro de 1998. É o primeiro álbum da banda com yukihiro na bateria, e o retorno da banda ao sucesso após a prisão por posse ilegal de drogas do ex-baterista sakura. O primeiro single lançado do álbum é "Niji".

## Recepção
Atingiu a primeira posição no Oricon Albums Chart e vendeu mais de um milhão de cópias, sendo certificado pela RIAJ.
Foi um dos álbuns vencedores do 13° Japan Gold Disc Award na categoria de Álbum de Rock do Ano.

## Faixas
Todas as letras escritas por hyde, com exceção da faixa 9, escrita por tetsu.
| N.º            | Título                      | Música         | Duração |  |
| 1.             | "Loreley"                   | hyde           | 5:58    |  |
| 2.             | "Winter Fall"               | ken            | 4:53    |  |
| 3.             | "Singin' in the Rain"       | hyde           | 4:34    |  |
| 4.             | "Shout at the Devil"        | ken            | 3:57    |  |
| 5.             | "Niji (Album Version)" (虹) | ken            | 5:07    |  |
| 6.             | "Birth!"                    | hyde           | 4:16    |  |
| 7.             | "Promised Land"             | ken            | 4:29    |  |
| 8.             | "Fate"                      | ken            | 5:41    |  |
| 9.             | "Milky Way"                 | tetsu          | 4:28    |  |
| 10.            | "Anata" (あなた)            | tetsu          | 5:15    |  |
| Duração total: | Duração total:              | Duração total: | 48:38   |  |

## Créditos
- hyde – vocal, sax alto na faixa 1, "master devil" na faixa 7
- ken – guitarra, auto-harpa na faixa 1, pandeiro nas faixas 5 e 10
- tetsu – baixo
- yukihiro – bateria, barulho industrial na faixa 1, percussão de metal nas faixas 4 e 7
- Hajime Okano - teclados na faixas 1, 6 e 7, ARP 2600 na faixa 8[4]
- Hitoshi Saitou - teclados na faixa 1
- Shinri Sasaki piano na faixa 2
- Chieko Kanehara - cordas nas faixas 2 e 10
- Shirou Sasaki - trompa na faixa 2
- Chinpaul Gorichie - vocal feminino na faixa 2
- Hal-Oh Togashi - teclados na faixa 3
- Kyoya Kimura - "voz do demônio" na faixa 7
- Chinpaul Gilbert - "grão-mestre demônio" na faixa 7, violão de doze cordas na faixa 9[4]